# Villeneuve-la-Dondagre
Villeneuve-la-Dondagre is een gemeente in het Franse departement Yonne (regio Bourgogne-Franche-Comté) en telt 204 inwoners (1999). De plaats maakt deel uit van het arrondissement Sens.

## Geografie
De oppervlakte van Villeneuve-la-Dondagre bedraagt 14,2 km², de bevolkingsdichtheid is 14,4 inwoners per km².
De onderstaande kaart toont de ligging van Villeneuve-la-Dondagre met de belangrijkste infrastructuur en aangrenzende gemeenten.

## Demografie
Onderstaande figuur toont het verloop van het inwonertal (bron: INSEE-tellingen).